# Сатурн (мифология)
Сату́рн (лат. Saturnus) — один из древнейших древнеримских богов, культ которого был одним из самых распространённых в Италии. Соответствует греческому Кроносу — богу земледелия, который, по мифическому сюжету, пожирал своих детей. Его именем названа планета, входящая в Солнечную систему. Символами Сатурна были серп (знак земледелия), а также чёрный куб.

## Мифология
Как явствует из этимологии слова (Saturnus от satus — посев), Сатурн был богом земли и посевов. Ему приписывалось введение в Италии земледелия, садоводства, культуры винограда, удобрения земли, вследствие чего, как покровитель земледелия и податель плодородия, он считался, по преданию, доисторическим царём страны, переселившимся из Греции в Италию.
Рассказывали, что Сатурн, низвергнутый с трона Юпитером, после долгих скитаний по морю прибыл в Лаций. По Вергилию, это бог, пришедший с Олимпа в Италию. В Риме существовало предание, что Сатурн на корабле доплыл по Тибру до Яникула, здесь нашёл у Януса дружественный приём и затем основал себе убежище на другом берегу реки, у подошвы Капитолия, который раньше назывался холмом Сатурна. Исконное население Лация называлось Сатурновым; о поселянах, живших мирным трудом своих рук на лоне природы, говорили впоследствии как об остатке Сатурнова поколения. По Аврелию Виктору, он прибыл в Италию при Янусе, воздвиг город Сатурнию.
Оттого же древнейший безыскусный национальный стихотворный размер назывался сатурническим стихом, сатурновым или фавновым, им были сложены изречения и произведения древнейших поэтов.
С именем Сатурна было связано представление о золотом веке, когда народ жил в изобилии и вечном мире, не знал рабства, сословных неравенств и собственности. В его время жизнь была изобильна, всё было общим. Когда Сатурн, подобно другим добрым царям и благодетелям человечества в римской мифологии, исчез, с ним исчез и чудный век, оставивший о себе лишь воспоминания.

## Культ

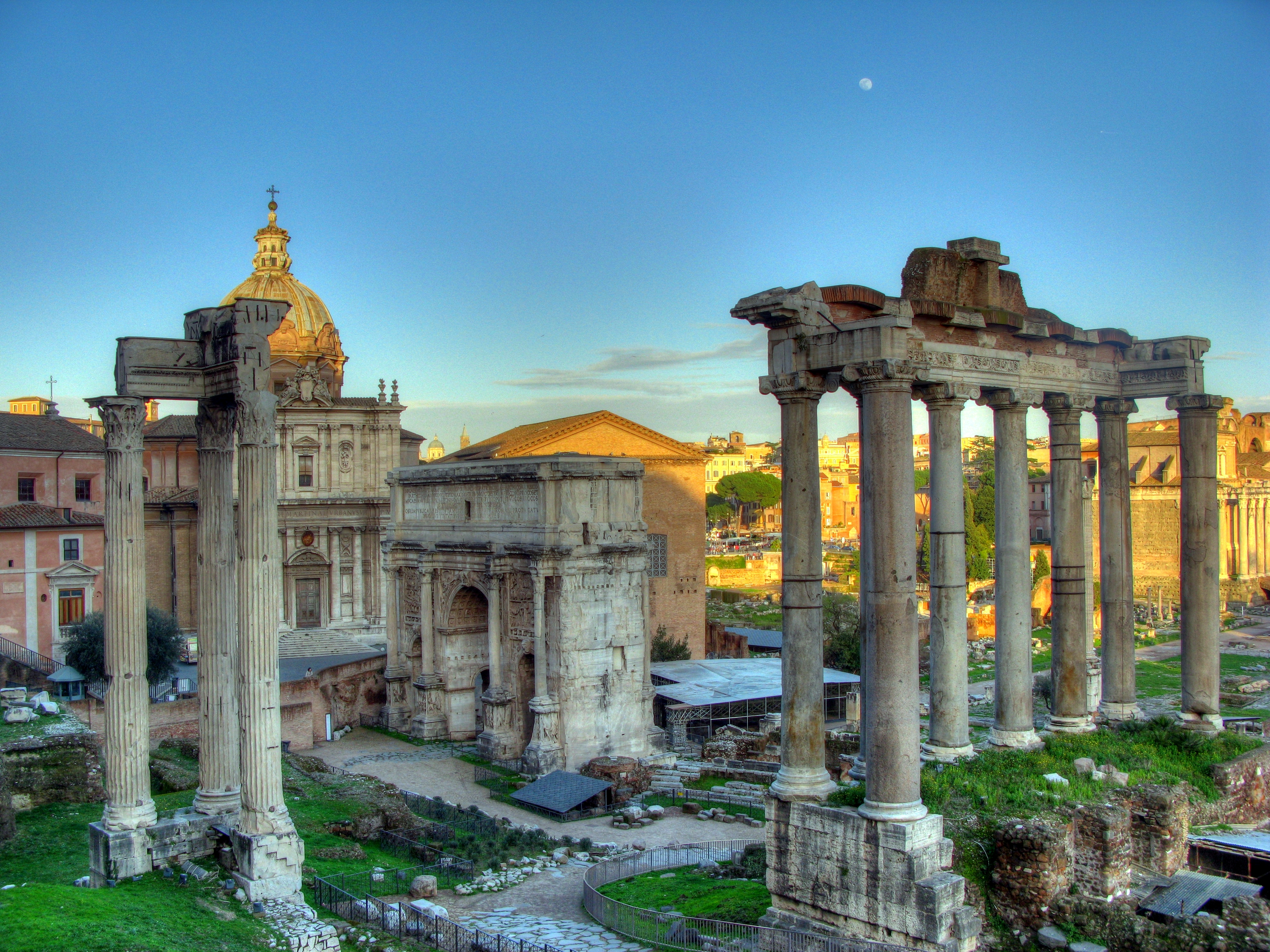
Руины храма Сатурна (восемь колонн справа), три колонны храма Веспасиана и Тита (слева), триумфальная арка Септимия Севера (в центре)

Святилища Сатурна можно было встретить всюду; многие местечки и города полуострова названы по имени бога; сама Италия, по преданию, именовалась в древности Сатурновой землёй (лат. Saturnia tellus).
В самом Риме святилище Сатурна, основанное, по преданию, Янусом (по др. Геркулесом), находилось у подошвы Капитолийского холма и считалось древнейшим остатком доисторической эпохи Лация.
Учредителем культа Сатурна считается Тулл Гостилий; постройка храма на месте древнего святилища относится к первым временам Республики.
Под храмом, который был воздвигнут совместно в честь Сатурна и его супруги, богини Опс, находилось римское казначейство (aerarium Saturni), состоявшее как бы под охраной бога, при котором человечество знало изобилие и счастье. Изображение Сатурна в течение целого года, за исключением декабрьских празднеств, у подножия было увито шерстяными лентами и как бы заковано, чтобы исходящая от бога благодать вечно была связана с городом и народом.
Обряд богослужения в честь Сатурна совершался по древнеримскому чину, хотя при священнодействии жрец и молящиеся стояли с открытой головой (это называлось lucem facere), вероятно — вследствие влияния греческой обрядности и, в частности, по указанию Сивиллиных книг.

## Праздник сатурналии
Праздник Сатурна назывался сатурналии и проводился ежегодно 17 декабря. Его первоначальный характер неизвестен, в 217 до н. э. был преобразован по образцу греческих кроний. Праздник растягивался до 5—7 дней. В эти дни отпускали на свободу рабов, господа и слуги менялись своими обязанностями, школьники освобождались от наказаний. Люди обменивались подарками, светильниками и глиняными фигурками, жгли свечи, выбирали «королеву бала» и шуточного «царя сатурналий», царило безудержное веселье.
В IV веке н. э. сатурналии были приурочены к празднованиям Рождества и Нового года. Многое из обрядов вошло в христианские Святки.

## Монеты

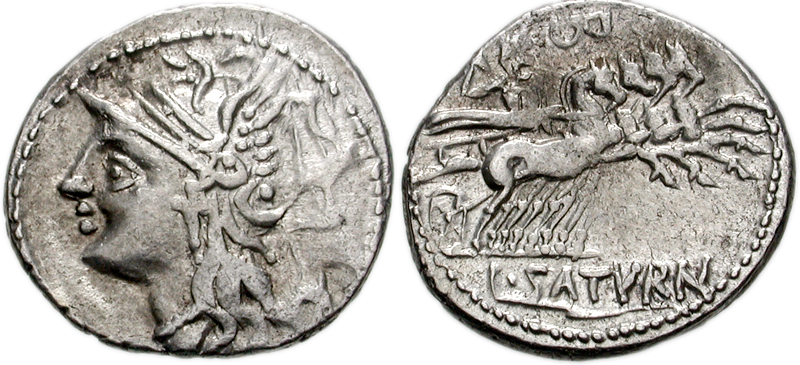
Сатурн, правящий квадригой, на реверсе денария, который был отчеканен Сатурнином

В 104 г. до н. э., народный трибун Луций Аппулей Сатурнин выпустил денарий, изображавший Сатурна, правящего квадригой — колесницей с четырьмя лошадьми, которая ассоциировалась с правителями, полководцами-триумфаторами и солнечными богами. На лицевой стороне монеты был профиль богини Ромы. Сатурнин был политиком-популяром, он предлагал распределение зерна по сниженной цене для бедных слоев населения Рима. Обыгрывалась связь образа Сатурна с именем трибуна и его намерением изменить социальную иерархию в свою пользу, основывая свою политическую поддержку на простых людях (плебсе), а не сенаторской элите.

## В искусстве

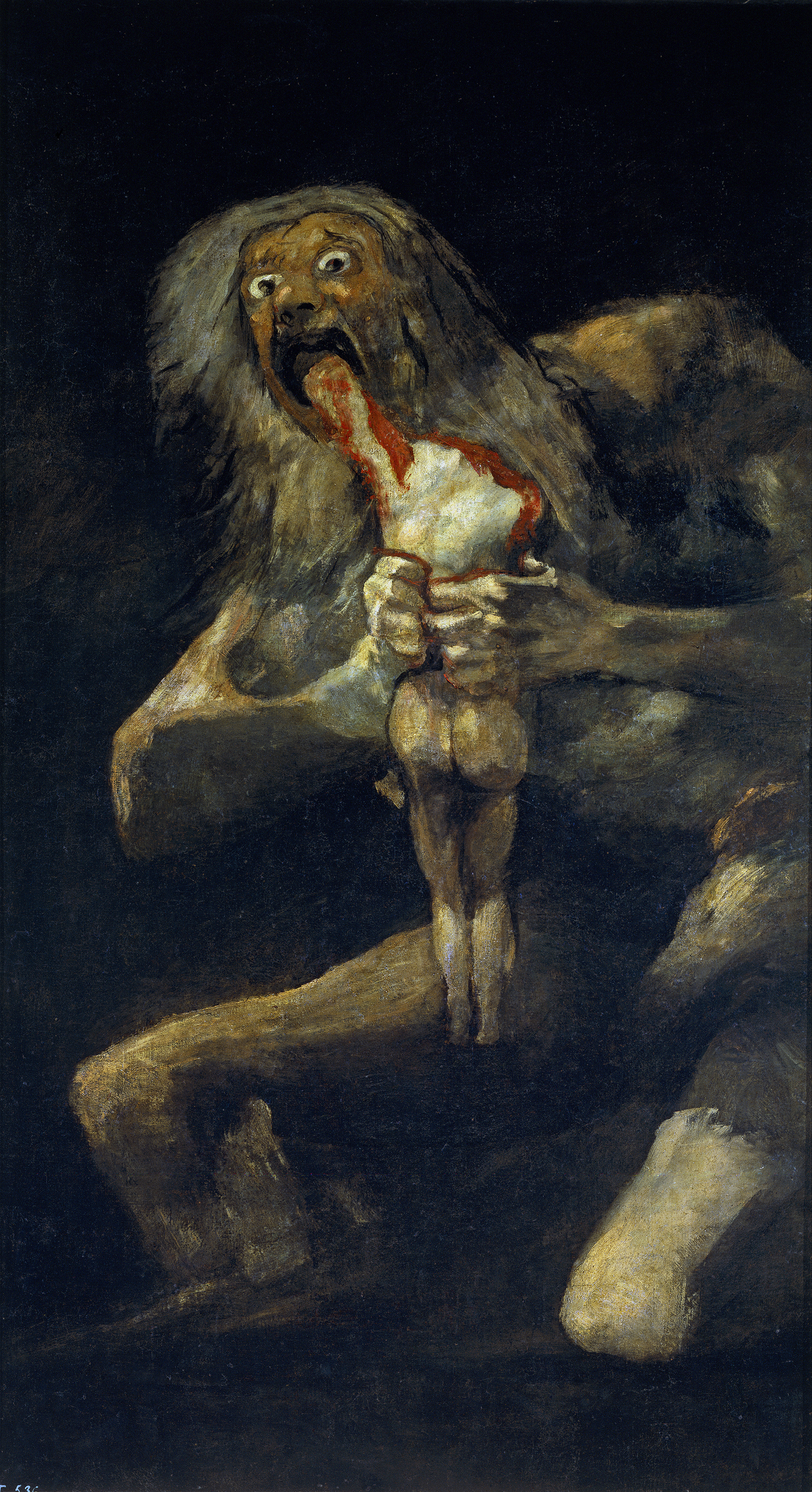
Сатурн, пожирающий своего сына. Картина Франсиско Гойи, 1819—1823.

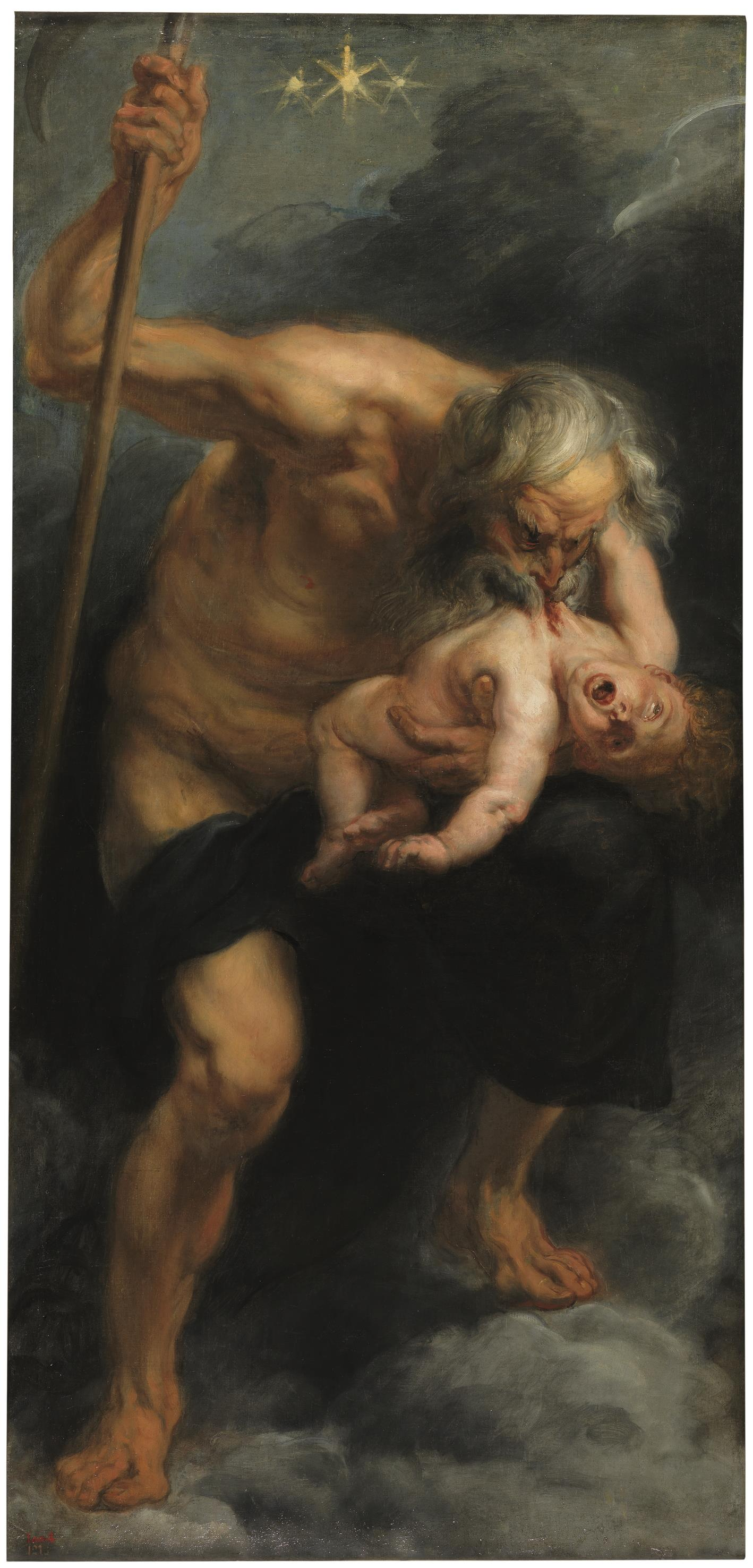
Сатурн, пожирающий своего сына (Рубенс), 1636

Образ Сатурна, отождествлённого с древнегреческим Кроносом, пожирающим своих детей, изображён на одноимённых картинах Питера Рубенса 1636 года, и Франсиско Гойи 1819—1823 годов.
Сатурн встречается в литературе. Например, у М. Е. Салтыкова-Щедрина: «Непроницаемая тьма свинцовым пологом ощетинилась и отяжелела над этими хижинами, и в этой тьме безраздельно царствует старый Сатурн, заживо поедающий детей своих…»